# クライスラー・パシフィカ

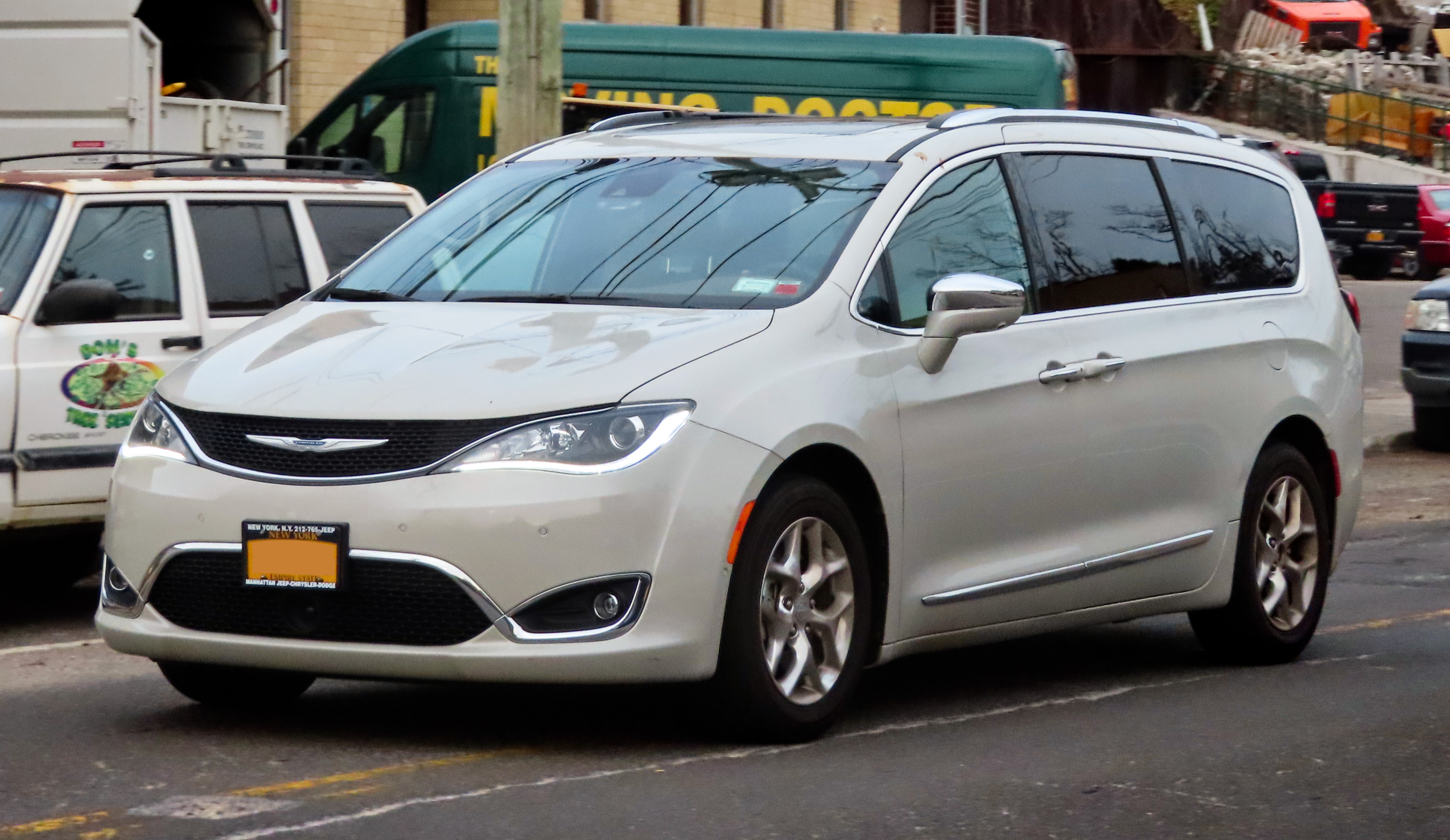
2017年モデル

パシフィカ（PACIFICA ）は、クライスラーが2004年から2008年まではクロスオーバーSUVとして、2017年からはミニバンとして製造・販売している乗用車である。

## 歴史

### 初代 (2004 - 2008年)
初代パシフィカは、中型クロスオーバー車として販売された。1998年にダイムラー・クライスラーが発足した時に初めて共同設計された車であった。クライスラーは30か月、10億ドル未満のコストで開発を行った。2002年のニューヨーク国際オートショーで初公開された。クライスラーはパシフィカを「スポーツ・ツアラー」として販売し、ウィンザー工場で2003年1月から2007年11月までロングホイールベースのミニバンとともに生産した。「パシフィカ」の名はクライスラー・レーザーが廃止された後の1987年から1988年までダッジ・デイトナのトリムパッケージ名として使われている。

#### モデルイヤーごとの変遷
2004年
- 当初、パシフィカは単一のトリム設定で登場した。

2005-2006年
- 2005年以降、ベース、ツーリング、リミテッド、スペシャルエディションのシグネチャーシリーズの4つにトリム設定を拡大した。

2007年
- 2007年に外観をわずかにマイナーチェンジした。標準の3.8L EGH V6エンジンに加え、4.0 L SOHC V6エンジンが追加された。

2008年（モデル廃止）
- クライスラーは2007年11月1日にパシフィカの廃止を発表し、同月に最後の生産を行った。最後のパシフィカは2007年11月23日に組立ラインからロールオフした。

### 2代目 (2017年 - )
先代は中型クロスオーバーSUVであったが、2代目はクライスラー・タウン＆カントリー、ボイジャー、ダッジ・グランドキャラバンを統合した実質上の後継ミニバンとして開発が始まり、2016年に北米国際自動車ショーで初登場を果たした。そして、米国市場で初めてとなるミニバンにPHEVが設定された。PHEVモデルは16 kWhのリチウムイオンバッテリーが搭載され、33mi(53km)の走行ができる16kWhのリチウムイオンバッテリーを搭載している。 ガソリンエンジン仕様は2016年半ばに発売され、プラグインハイブリッド仕様は2017年初頭に発売が開始された。
チーフエンジニアのケビン・メッツによれば、 プラグインハイブリッドバージョンの生産は、米国で最初のクラスとなり、家族の「プライマリービークル」になり得る電気自動車を作成することを目的とし、新型車は「タウン＆カントリー」の名ではなく、「パシフィカ」と名付けられた。タウン＆カントリーの名を廃止する決定は、主に新しい車を以前のモデルと区別するために行われ、クライスラーブランド製品マーケティングのBruce Velisekディレクターは、パシフィカは「セグメントのミニバンについて人々が知っていることのパラダイム全体を変える」ことを意図していると説明する。
以前のタウン＆カントリーとの違いには、新しいプラットフォームと、ミニバンの販売を共食いしていた市場セグメントであるクロスオーバーからインスピレーションを受けたスポーティな外観を備えたデザインがあり 、またミニバンのスライドドアも変更された。スライドドアはアルミ製でハンズフリーで、フォブホルダーがその下を振ると自動的に開く仕組みを採用。     
2013年6月、ウィンザー工場でタウン＆カントリーミニバンの新世代を生産する準備を進めていたことが報告され、生産は2015年に始まり、2017年モデルのリリースが予定された。 業界アナリストは、新型車は、おそらくパシフィカの流れをくむクロスオーバーSUVになるだろうと報じた。
2015年にFCAのCEOであるセルジオ・マルキオンネは、新しいミニバン開発に20億ドルの投資をすると発表。ミニバン開発と、生産を促進するためのウィンザー工場のオーバーホールに20億ドルを投資すると発表した。 2015年11月3日、FCAは、パシフィカの商標登録を更新するよう申請。 FCAの乗用車ブランドヘッドTimothy Kuniskisは、これがすべての新製品に関連しており「名前を失いたくないので、商標を更新し続けることは標準的な業界慣行である」と否定。「新しい名前の確立には費用がかかる」と発言した。
会社のロードマップでは、新しいタウン＆カントリーは2017年モデルを2016年2月から生産を開始し、旧型のダッジ・グランドキャラバンは廉価モデルとして新しいタウン＆カントリーと並行して継続され、2017年モデルの後廃止されるとされた。マルキオンネCEOは、製品開発における「重複投資」に反対しているが、これはFCA USの国内ブランド間のバッジエンジニアリングを削減する戦略に反映されている。
2017年型パシフィカの開始価格はUS$28,595で、これは2016年のタウン＆カントリーの開始価格よりもUS$1,400 安価であり、「Premium」と呼ばれる基本モデルのプラグインハイブリッドはUS$41,995から、ハイエンドの「Platinum」モデルはUS$44,995からとした。パシフィカハイブリッドは16 kWhのバッテリーパックを備えているため、 US$7,500連邦税額控除のほか、州および地方レベルでのその他のインセンティブの対象となる。
その後2017年6月、電子機器の修理のために1,600台のパシフィカをリコール 。
2017年11月7日に、Waymoは、パシフィカ・プラグインハイブリッドを使用して、運転席にドライバーのいないドライバーレス車のテストを開始したと発表した。
2020年モデルから、ローエンドの「L」および「LX」モデルはパシフィカの車名から分離され、ボイジャーの名で販売されている。これは2016年（アメリカでは2003年、メキシコでは2007年）を最後にクライスラーのラインナップから消えた「ボイジャー」の名が復活したことを示し、LおよびLXトリムに加えて、「LXi」モデルがフリートユーザー向けに利用可能になるという。 

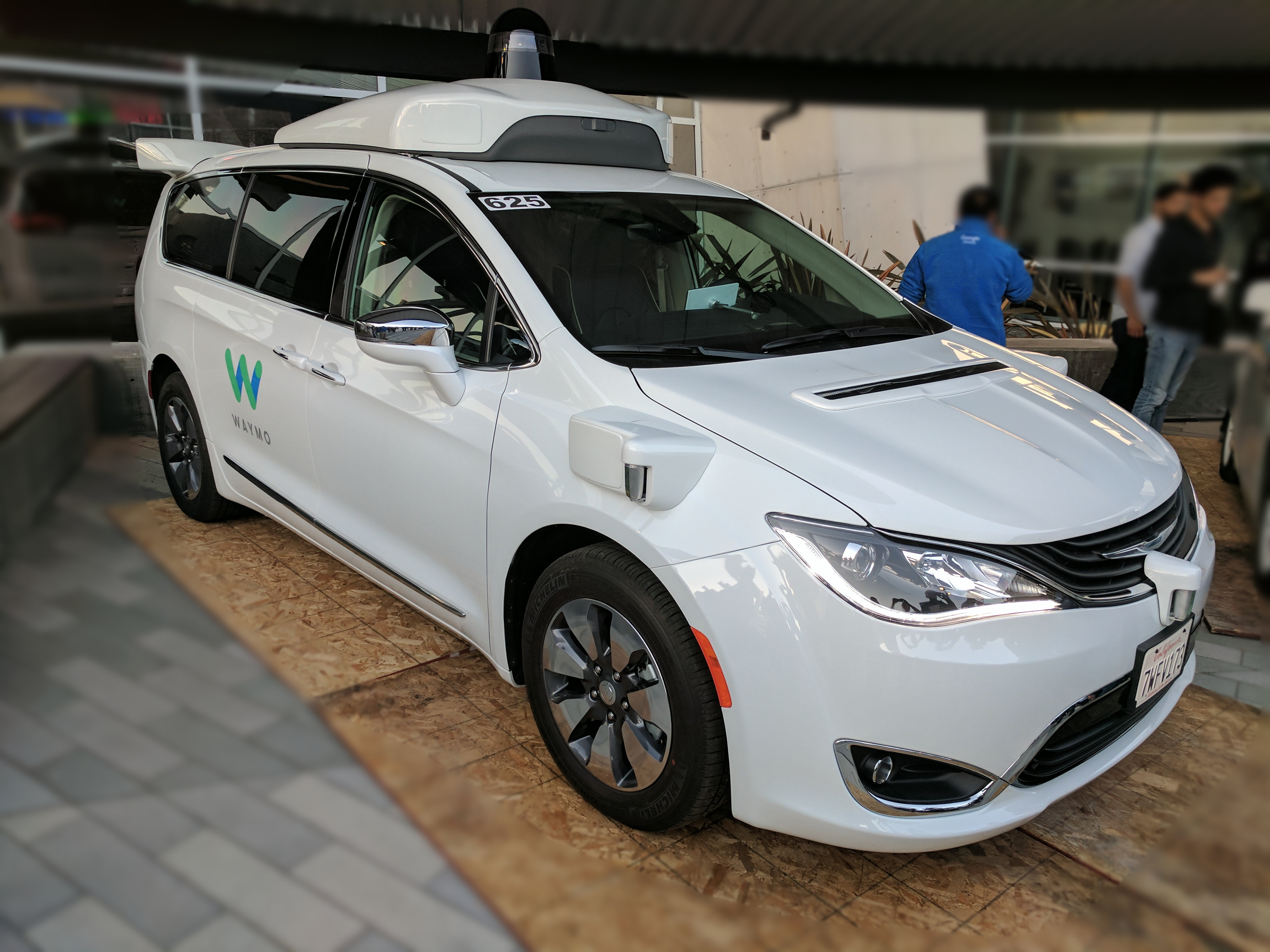
Waymo パシフィカドライバーレスミニバン

## 燃費
| 米国環境保護局によって評価された燃費 （ Monroneyラベルに表示される燃料経済性） | 米国環境保護局によって評価された燃費 （ Monroneyラベルに表示される燃料経済性） | 米国環境保護局によって評価された燃費 （ Monroneyラベルに表示される燃料経済性） | 米国環境保護局によって評価された燃費 （ Monroneyラベルに表示される燃料経済性） | 米国環境保護局によって評価された燃費 （ Monroneyラベルに表示される燃料経済性） | 米国環境保護局によって評価された燃費 （ Monroneyラベルに表示される燃料経済性） | 米国環境保護局によって評価された燃費 （ Monroneyラベルに表示される燃料経済性） | 米国環境保護局によって評価された燃費 （ Monroneyラベルに表示される燃料経済性） | 米国環境保護局によって評価された燃費 （ Monroneyラベルに表示される燃料経済性） |
| 車両                                                                           | 型年                                                                           | オペレーティングモード（ AER ）                                                | EPA 燃費評価                                                                   | EPA 燃費評価                                                                   | EPA 燃費評価                                                                   | ノート                                                                         |                                                                                |                                                                                |
| 車両                                                                           | 型年                                                                           | オペレーティングモード（ AER ）                                                | 複合                                                                           | シティ                                                                         | ハイウェイ                                                                     | ノート                                                                         |                                                                                |                                                                                |
| ------------------------------------------------------------------------------ | ------------------------------------------------------------------------------ | ------------------------------------------------------------------------------ | ------------------------------------------------------------------------------ | ------------------------------------------------------------------------------ | ------------------------------------------------------------------------------ | ------------------------------------------------------------------------------ | ------------------------------------------------------------------------------ | ------------------------------------------------------------------------------ |
| クライスラーパシフィカ                                                         | 2017年                                                                         | ガソリンのみ                                                                   | 22 mpg                                                                         | 18 mpg                                                                         | 28 mpg                                                                         |                                                                                |                                                                                |                                                                                |
| クライスラーパシフィカハイブリッド                                             | 2017年                                                                         | 電気のみ （33 mi）                                                             | 84 mpg-e （1） （40 kWh / 100 mi）                                             | -                                                                              | -                                                                              | 最初の33マイルの間はガソリンを使用。 実際の全電気範囲は0 - 33マイルである。    |                                                                                |                                                                                |
| クライスラーパシフィカハイブリッド                                             | 2017年                                                                         | ガソリンのみ                                                                   | 32 mpg                                                                         |                                                                                |                                                                                | 最初の33マイルの間はガソリンを使用。 実際の全電気範囲は0 - 33マイルである。    |                                                                                |                                                                                |
| 注： （1）ガソリン1ガロン= 33.7キロワット時で換算                              |                                                                                |                                                                                |                                                                                |                                                                                |                                                                                |                                                                                |                                                                                |                                                                                |

## 受賞歴
- Cars.comによる「2016年のベストミニバン」 [16]
- カナダ自動車ジャーナリスト協会（AJAC）による「Best New Large Utility Vehicle」 [17]
- 2017年のクライスラーパシフィカは、自動車専門家のパネルにより、2017年の北米ユーティリティオブザイヤーに選出[18]
- 2017クライスラーパシフィカは、中西部自動車メディア協会によってファミリービークルオブザイヤーに選出[19]
- 2017年のまったく新しいクライスラーパシフィカがMotorWeekのベストミニバンでドライバーズチョイスアワードを受賞[20]
- 2017クライスラーパシフィカは、ロッキーマウンテンオートモーティブプレスからクロスオーバーSUVオブザイヤーに選出[21]
- ニューヨーク・デイリー・ニュース・オートス・チームにより、2017年の新しいクライスラー・パシフィカが2017年のトップ・ミニバンに選出[22]
- 2017年の新しいクライスラーパシフィカは、ポピュラーメカニクスのオートモーティブエクセレンスアワードでベストミニバンに選出[23]

## マーケティング
2016年4月、クライスラーはパシフィカのテレビ広告キャンペーン「ダッドブランド」を開始。これはコメディアンのジムガフィガンと彼の子供たちを特集し  2016年10月、クライスラーは、「PacifiKids」と呼ばれるソーシャルメディア指向のキャンペーンを開始  。また映画『ペット』と『インクレディブル・ファミリー』の相互プロモーションキャンペーンにも使用されている 

## 総売上
| 暦年   | アメリカ | カナダ | メキシコ |
| ------ | -------- | ------ | -------- |
| 2016年 | 62,366   | 2,560  | 208      |
| 2017年 | 118,274  | 6,185  | 634      |
| 2018年 | 118,322  | 5,999  |          |